# Peñaranda de Duero
Peñaranda de Duero je španělská obec, která leží v autonomním společenství Kastilie a León, v provincii Burgos a v comarce Ribera del Duero. V obci žije 465 obyvatel. Peñaranda de Duero se nachází asi 140 km severně od Madridu, 75 km na jih od Burgosu a 18 km na východ od Arandy de Duero. Obcí protéká říčka Arandilla, která se v Arandě vlévá do Duera. V okolí obce, stejně jako v dalších obcích v údolí Duera, se pěstuje víno (Ribera del Duero).

## Historie
Původní osídlení obce bylo keltiberské a od 10. století, kdy byli z tohoto území vypuzeni muslimové během reconquisty, zde stál hrad, který střežil hranici na řece Duero. Na počátku 14. století byla obec v majetku Petra Kastilského a jeho manželky Marie Aragonské, ale za vlády Alfonse XI. připadla Peñaranda rodu Avellaneda. V 15. století došlo díky sňatku ke sloučení rodiny s rodem Zúñiga a vzniklá rodina začala užívat titul vévodů z Peñarandy.

## Pamětihodnosti
- hrad Peñaranda de Duero – z 10. století, v 15. století přestaven
- městské hradby
- palác hrabat z Mirandy (Avellaneda) – palác z 16. století – společně s kostelem stojí na náměstí vévodů z Alby
- kostel sv. Anny – stavba zahájena v roce 1540, barokní portál a klasicistní oltář – kostel byl dříve kolegiátní
- klášter bosých karmelitánů (sv. Josef), též ze 16. století
- klášter františkánek
- Botica – lékárna z počátku 18. století, která je stále funkční; patří k nejstarším ve Španělsku
- Rollo (soudní sloup, pranýř)

## Doprava
Obec leží na regionálních silnicích BU-923 a BU-925, které ji spojují s Arandou na západě a směrem na jih se dá dostat přes Vadocondes či La Vid na státní silnici N 122.

## Galerie

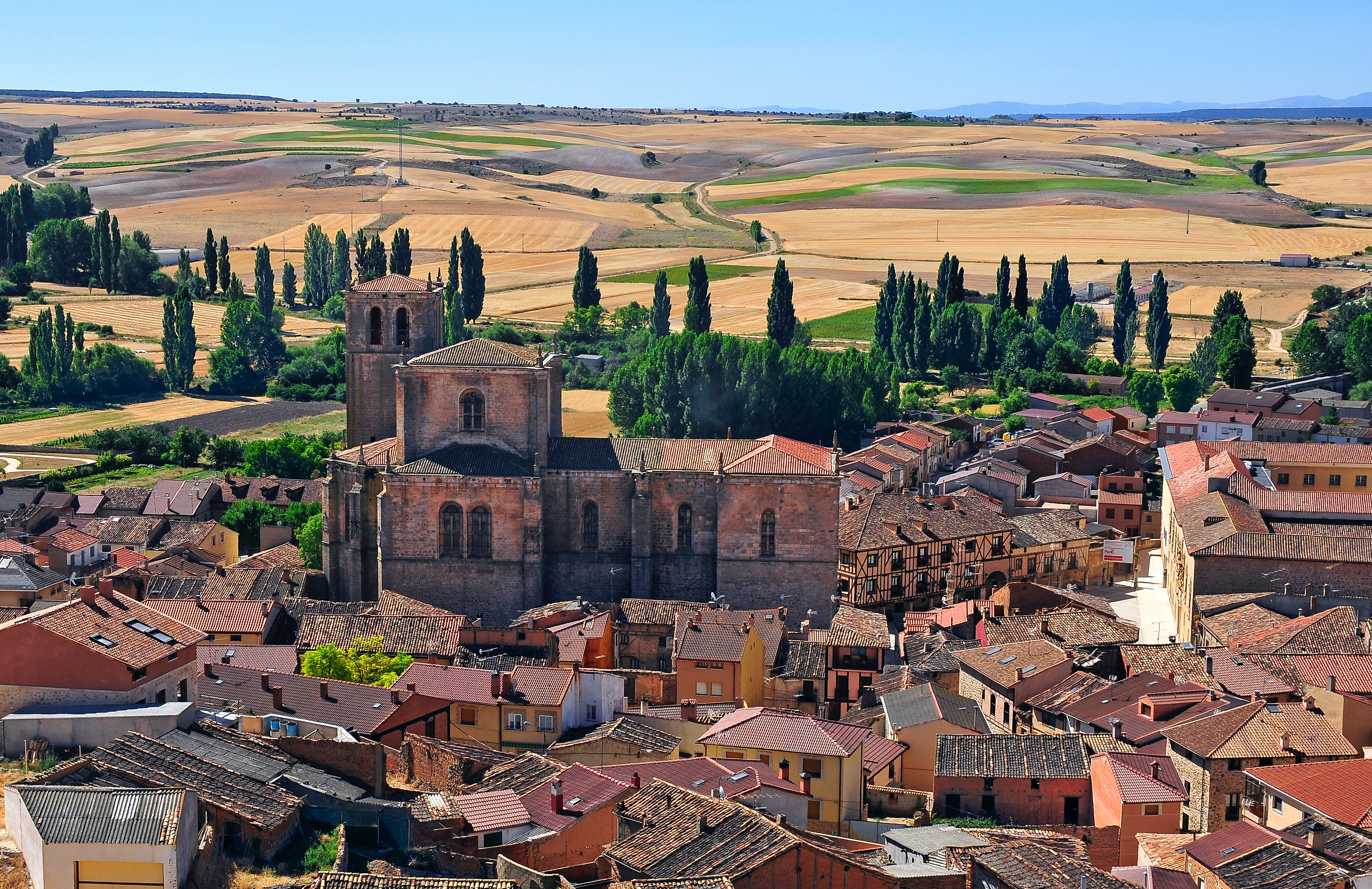
Pohled na obec z hradu
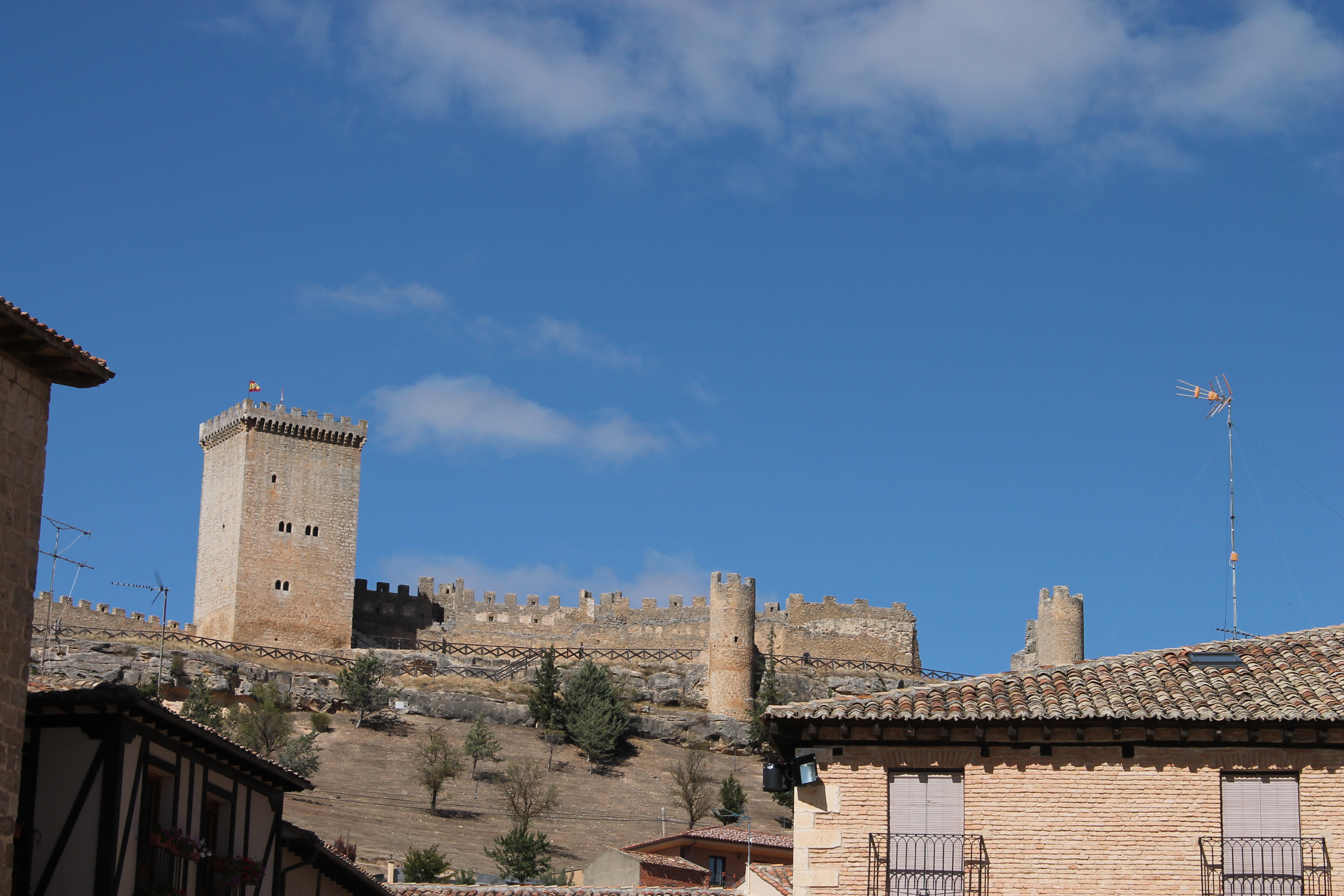
Hrad
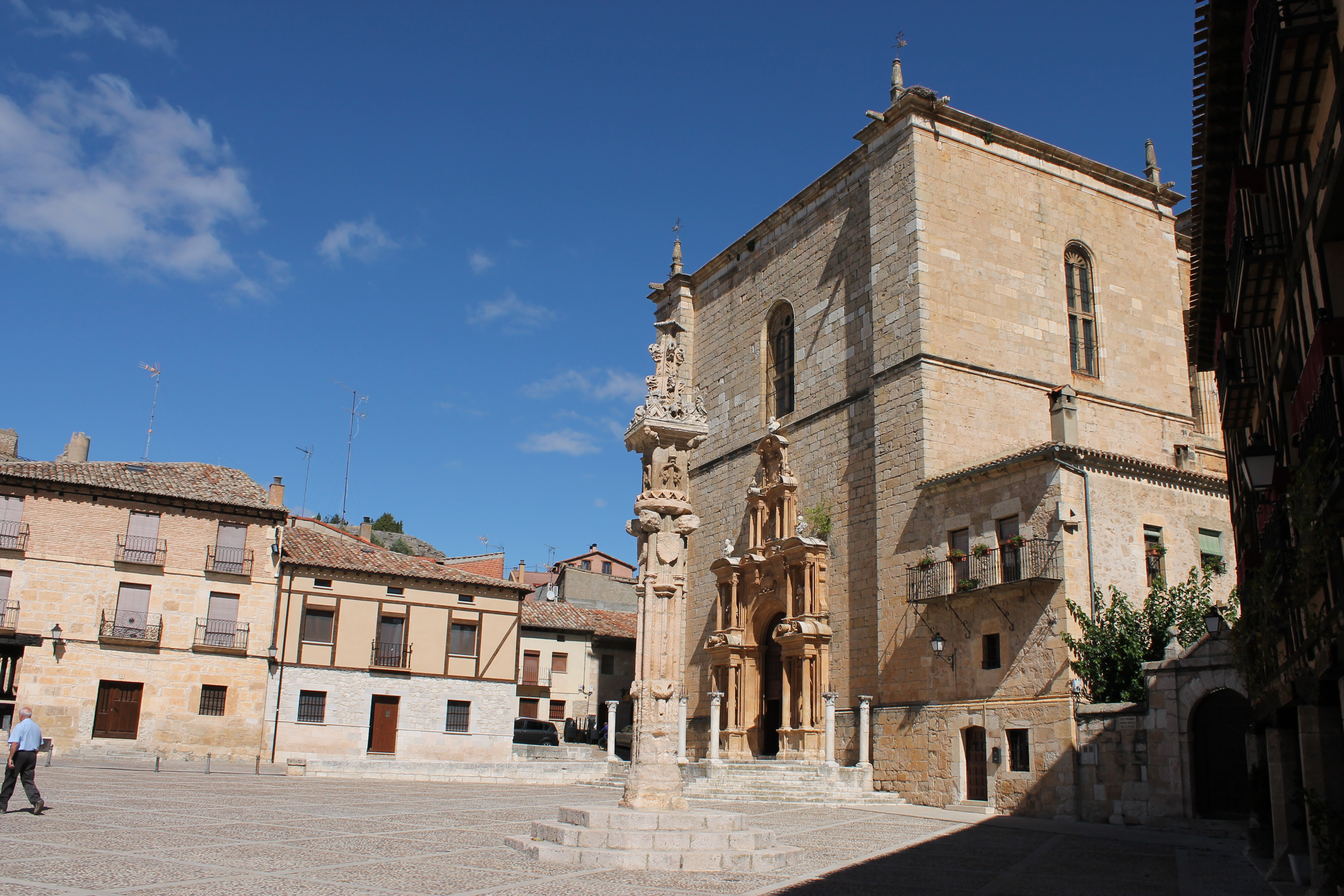
Náměstí: kostel a rollo
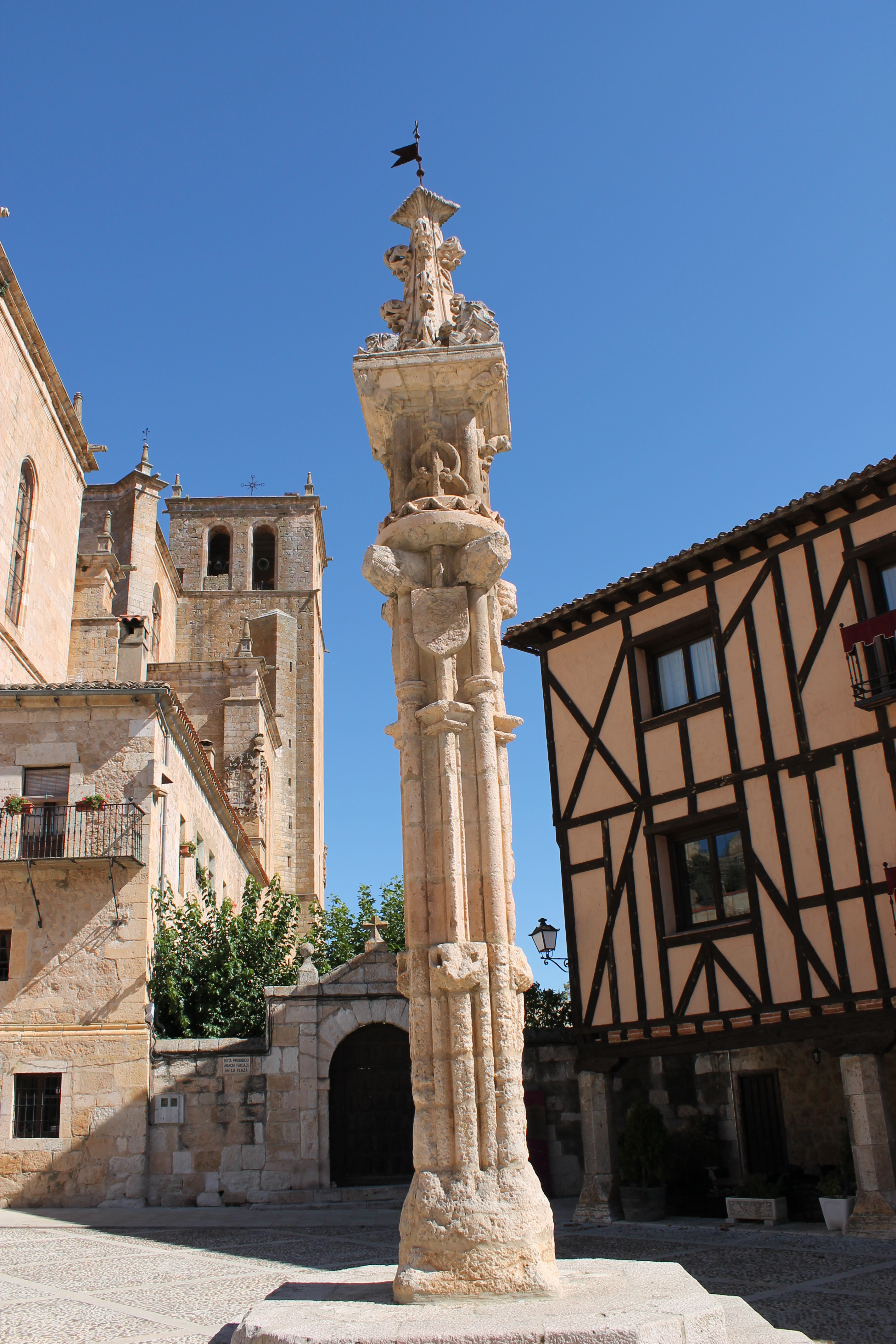
Rollo
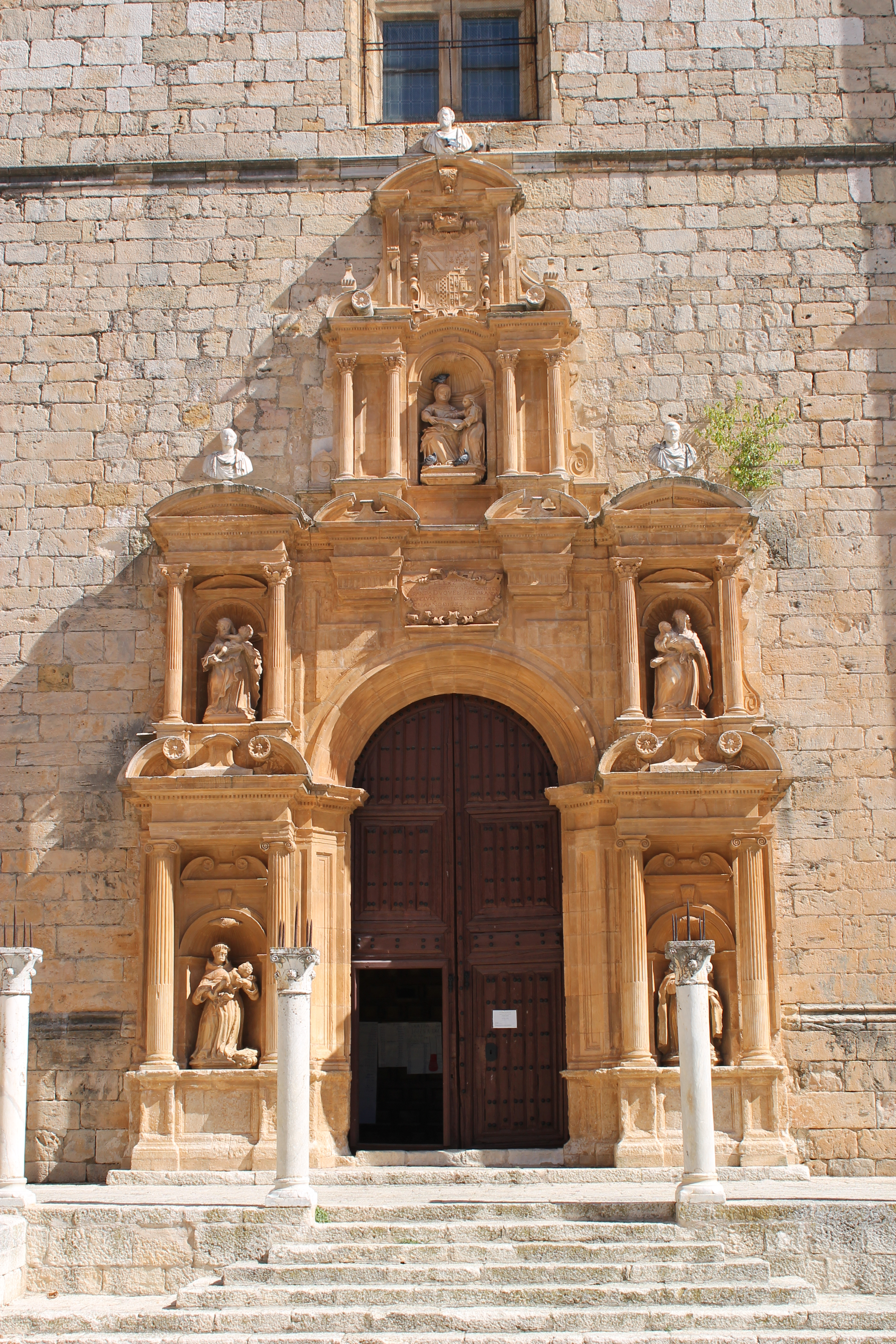
Portál kostela
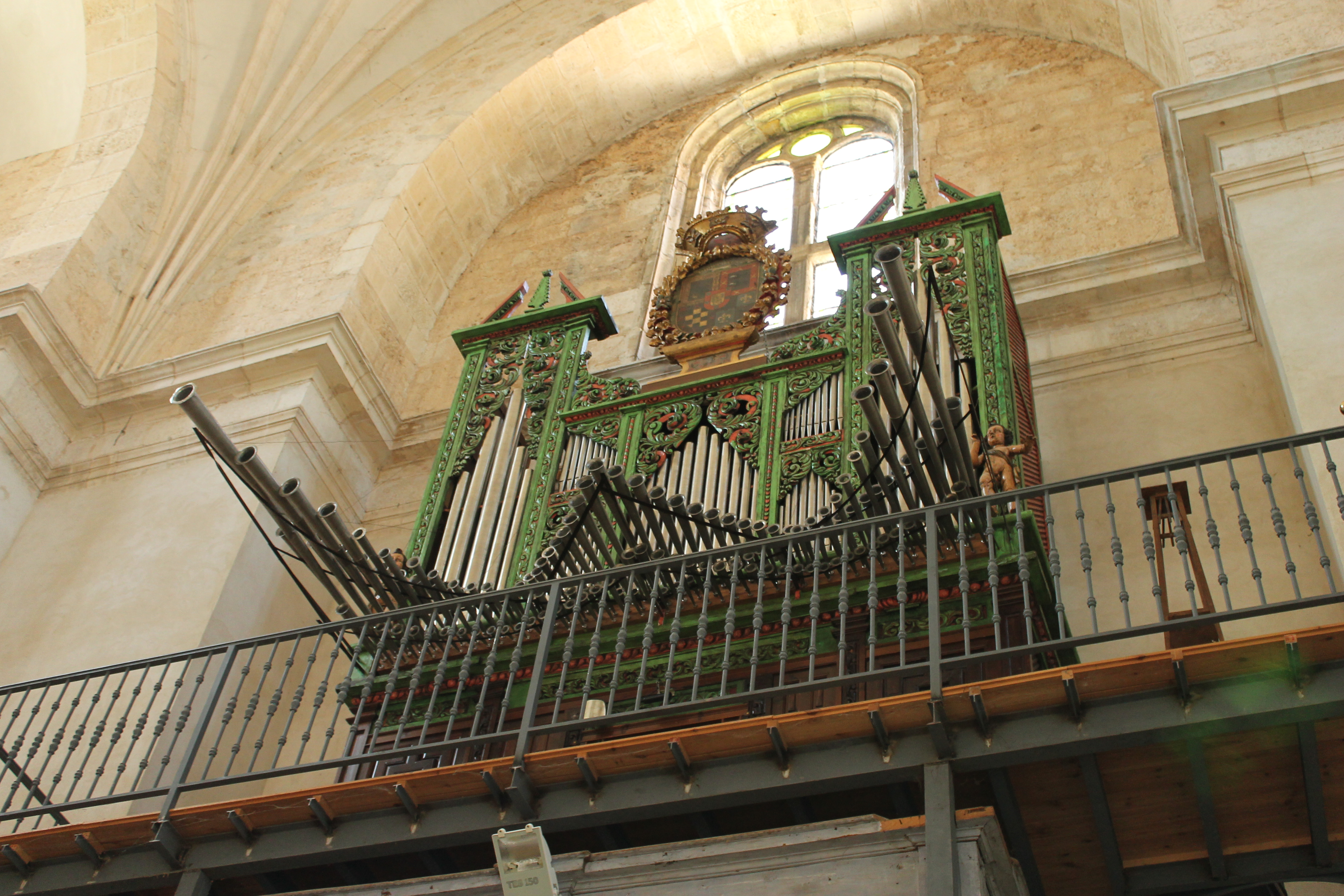
Varhany v kostele
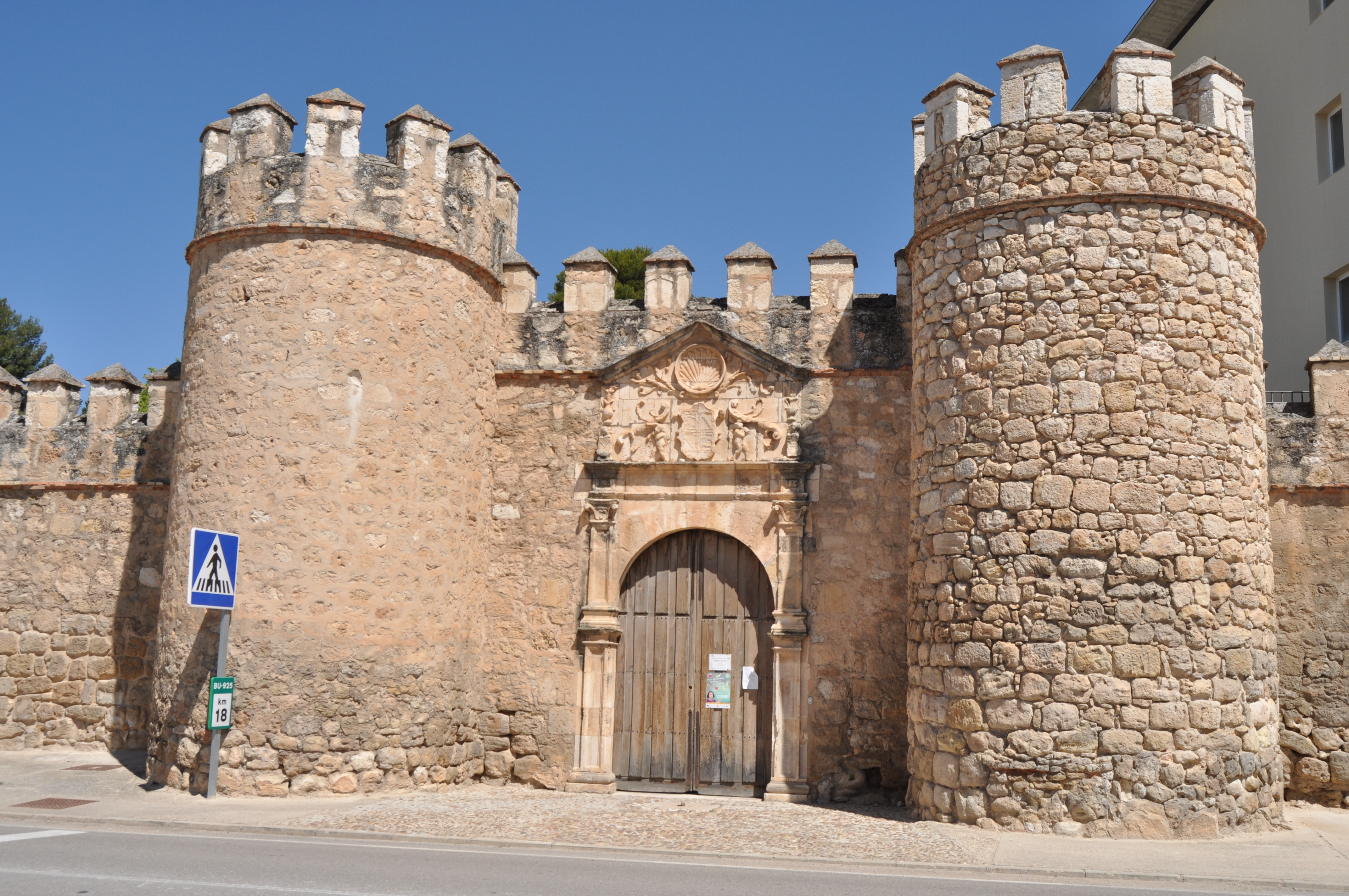
Hradby s bránou
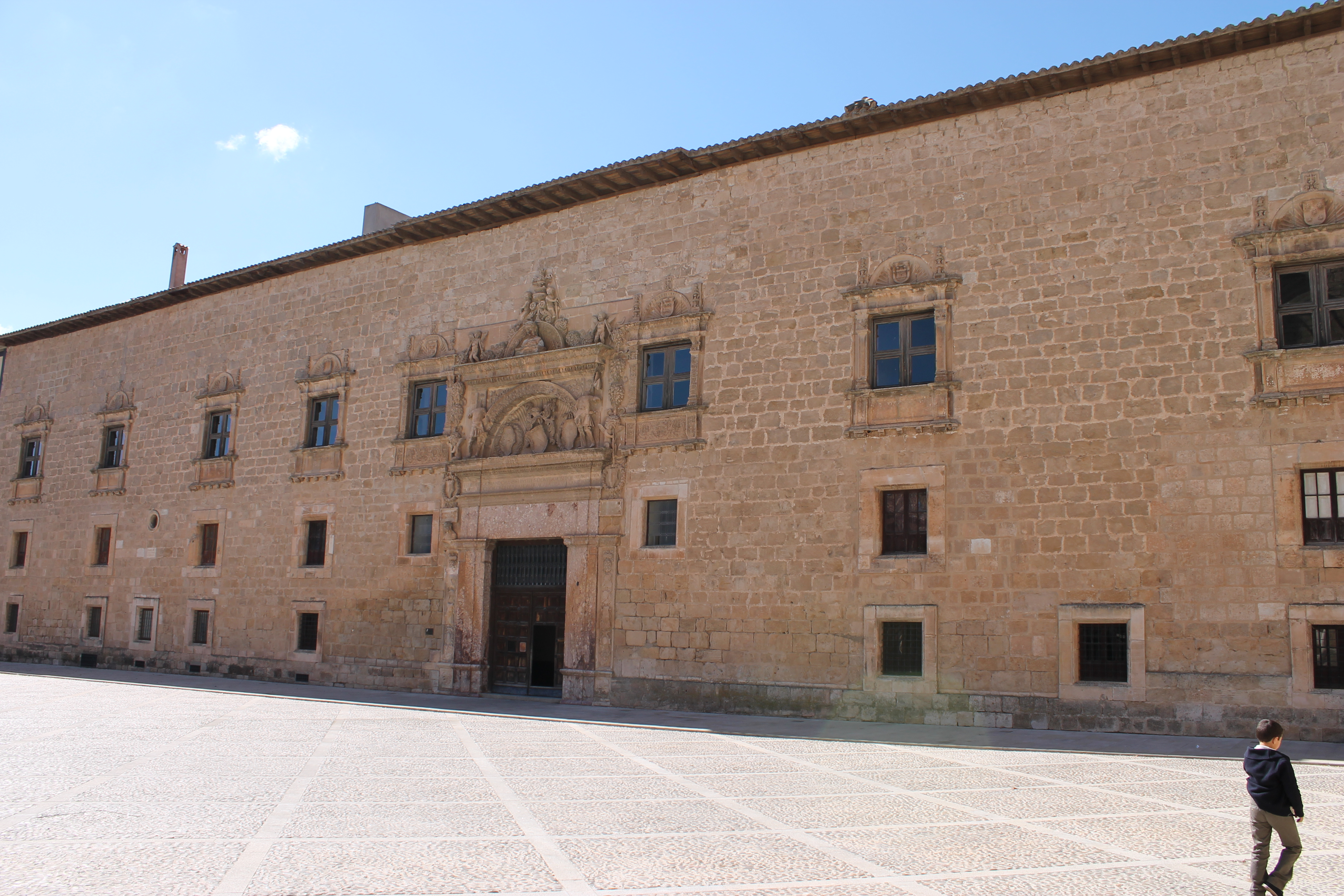
Palác
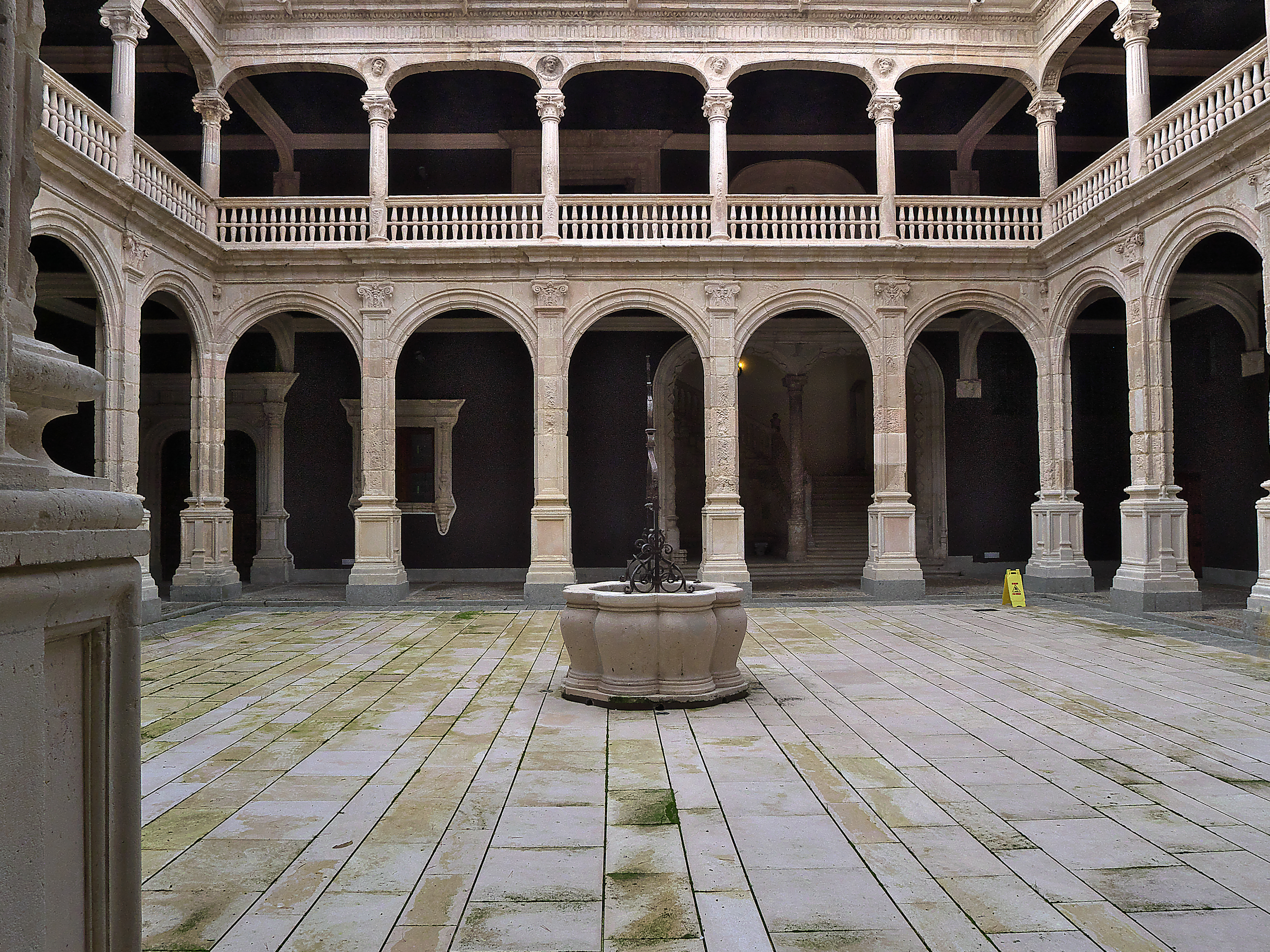
Nádvoří paláce
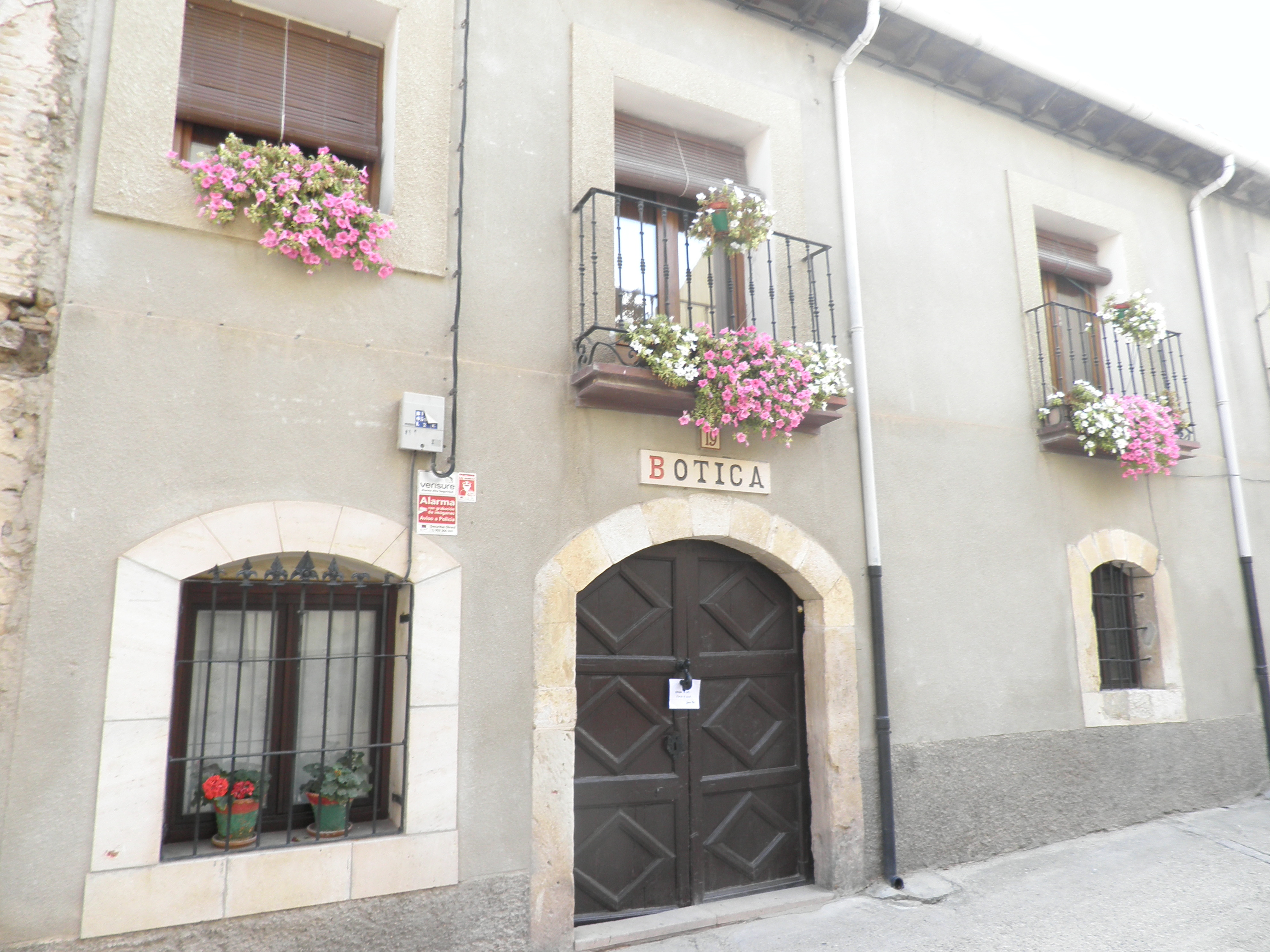
Lékárna
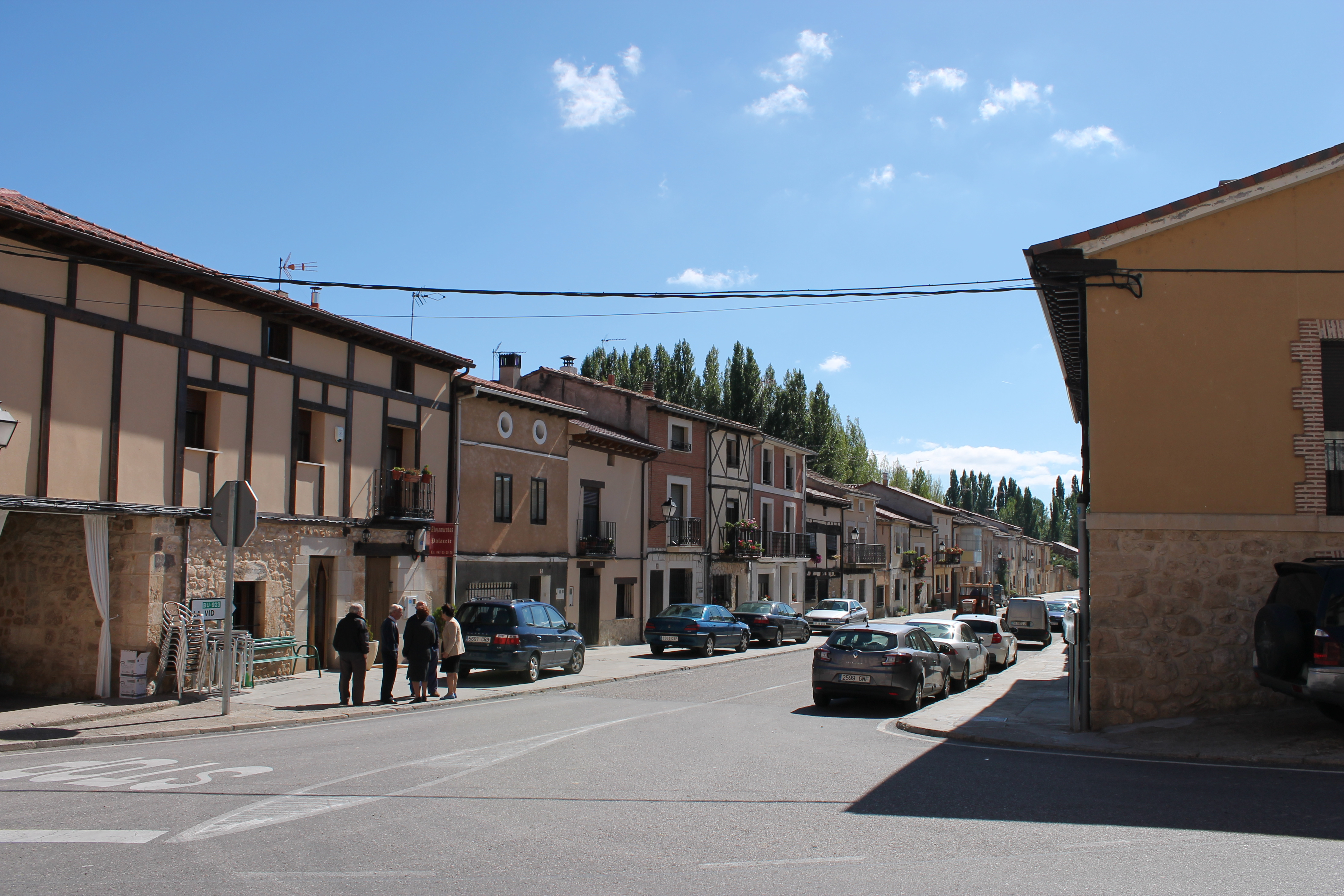
Hlavní ulice